# Talgo I
Talgo I fue el primer tren desarrollado por la empresa española Talgo, el cual nunca llegó a prestar servicio comercial.
Presentado en 1942, este tren incluía todas las novedades del diseño de remolques Talgo, con un único par de ruedas (rodal) por coche, teniendo el coche de cola dos ejes. Este tren es un automotor (vehículo ferroviario que no necesita de locomotora para moverse), su velocidad máxima alcanzada es de 115 km/h, contando con un motor diésel Ganz de 200 cv. Entre sus características está su original diseño, imitando a un tiburón. El Talgo I se perdió en un accidente.